# Émeraude (couleur)
Pour les articles homonymes, voir émeraude (homonymie).
Émeraude est un nom de couleur inspiré par celle de la pierre précieuse émeraude. On dit plus souvent vert émeraude, et rarement smaragdin. Synonyme de vert Véronèse en France au XIXe siècle.
Le nuancier RAL donne RAL 6001 vert émeraude.
Dans les nuanciers de marchands de couleurs pour artistes, on trouve 529 vert émeraude, 837 vert émeraude véritable, 616 vert émeraude, 210 vert émeraude, 235 vert émeraude ;    . 
Dans le domaine de la mode émeraude correspond à des nuances assez bien définies de vert vif, pouvant toutefois varier en clarté et en intensité, parmi lesquelles le Pantone 17-5641 TCX que l'entreprise promeut en 2013, 3850 émeraude et 3851 éclat d'émeraude.

## Pigments pour artistes
Le Colour Index indique que, dans les régions anglophones, « vert émeraude » est la dénomination historique du pigment PG21 (acétoarsenite de cuivre), dit aussi vert de Paris, qui est extrêmement toxique et peut émettre un gaz d'arsenic, mortel.
Beaucoup de marchands de couleurs appellent, de nos jours, vert émeraude le vert viride (PG18, oxyde de chrome hydraté) dit aussi vert Guignet. D'autres les différencient et utilisent divers mélanges pour obtenir la teinte désirée, avec des différences de noms et de tradition entre fabricants français et anglais.

## Histoire
Le terme Vert émeraude est attesté en 1637; dans l'inventaire d'un marchand de couleurs en 1732. L'association d'une couleur de teinture avec une pierre précieuse est évidemment valorisante pour le tissu, et les descriptions ne manquent pas de robes couleur d'émeraude, bien que la reproduction de l'éclat et de la couleur des émeraudes les plus vertes soit impossible en teinture (et en couleurs informatiques). Cependant, on pourrait parfaitement identifier le vert émeraude d'un tissu sans avoir jamais vu la pierre, et préférer ce nom évocateur, à d'autres plus platement descriptifs comme vert-bleu intense.
En 1861, Michel-Eugène Chevreul inclut émeraude dans sa liste des « noms de couleur le plus fréquemment usités dans la conversation et dans les livres ». Ayant entrepris de situer les couleurs les unes par rapport aux autres et par rapport aux raies de Fraunhofer sur un cercle chromatique, il évalue émeraude comme un 2 vert 11 ton ou 12 ton pour le gros de Naples de Delisle. Cependant, la couleur émeraude sur soie de Guinon est vert 14 ton, et celle de Tuvée est vert 13 ton, et le vert émeraude de Pannetier, préparateur de couleurs pour porcelaine, est 4 vert 11 ton.
Pour le Répertoire de couleurs de la Société des chrysantémistes, publié en 1905, Vert Émeraldine et Vert Émeraude sont des désignations commerciales, des marchands de couleurs Bourgeois et Lefranc, pour des compositions analogues à celles du Vert Malachite et du Vert de Chrome ; chaque couleur est présentée en quatre tons. Ces experts donnent le Vert émeraude (vrai) pour synonyme du Vert de Scheele (hydrogénoarsénite de cuivre) de Bourgeois.